# Gurgler Straße
De Gurgler Straße (L15) is een 1,95 kilometer lange Landesstraße (lokale weg) in het district Imst in de Oostenrijkse deelstaat Tirol. De weg sluit aan op het einde van de Ötztalstraße (B186), wanneer deze overgaat in de Timmelsjoch-Hochalpenstraße en zorgt voor een verbinding vanuit het Ötztal met het dorpje Obergurgl (1907 m.ü.A., gemeente Sölden). De weg ligt in zijn geheel op het grondgebied van de gemeente Sölden., Het beheer van de straat valt onder de Straßenmeisterei Umhausen.
In de deelstaatswet van 11 oktober 2006 is het straatverloop van de Gurgler Straße officieel vastgelegd als Sölden/Abzweigung der Timmelsjoch-Hochalpenstraße (B 186 Ötztalstraße) – Obergurgl/Kirchplatz.
In februari 2001 kwam op de kleine Landesstraße een Duitse familie om het leven als gevolg van een lawine die de Gurgler Straße over een afstand van 700 meter bedolf.